# 압축 소프트웨어
압축 소프트웨어는 일정한 알고리즘을 이용하여 데이터의 저장 용량을 줄여서, 데이터의 이동을 쉽게 하고 공간의 효율성을 높일 수 있도록 도와주는 컴퓨터 소프트웨어이다. 일반적으로는 비손실 압축을 사용하여 데이터의 내용을 손상시키지 않은 상태로 용량을 줄여 저장한다.

## 같이 보기
- 압축 소프트웨어의 비교